# Национальная библиотека имени Оссолинских

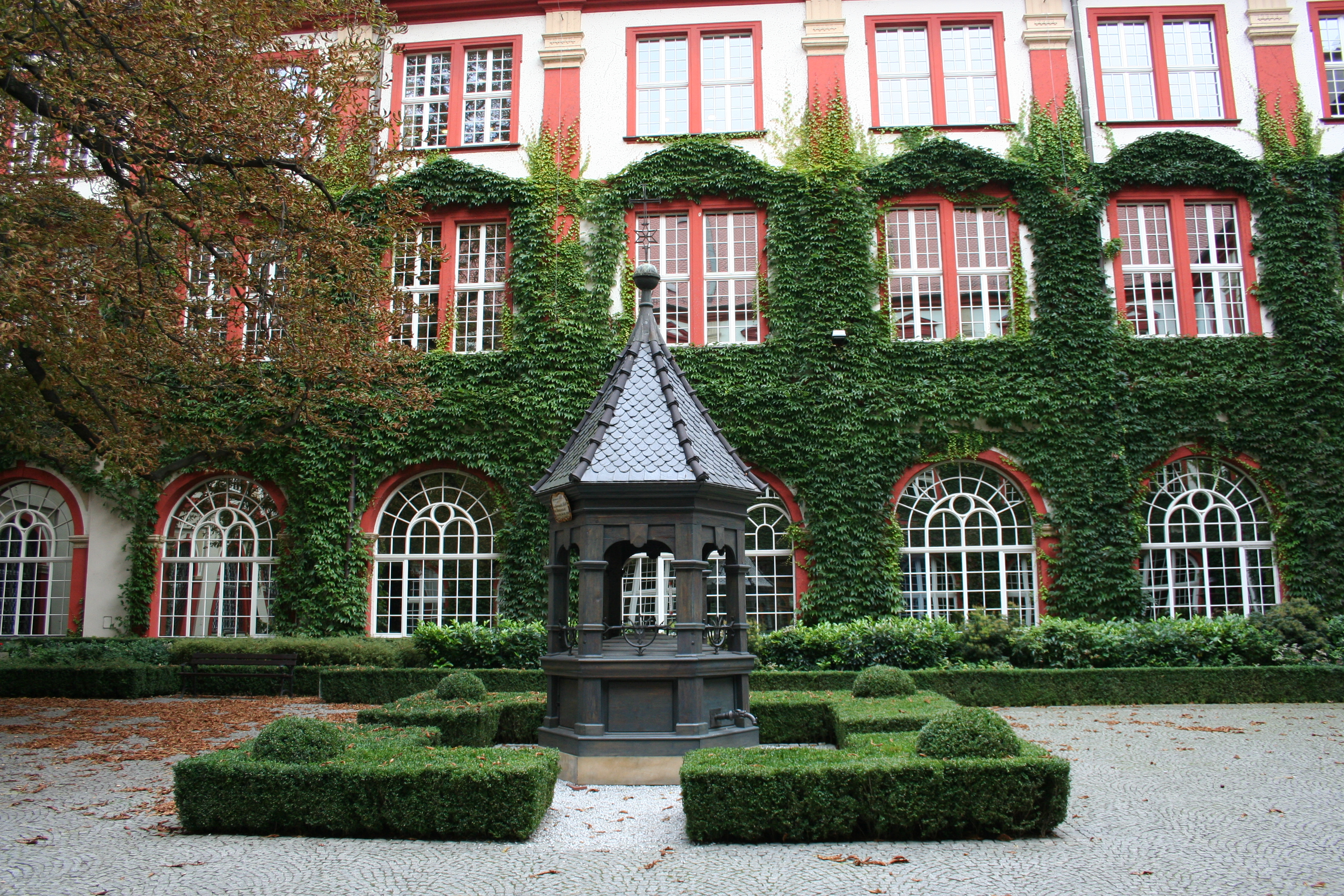
Внутренний двор библиотеки

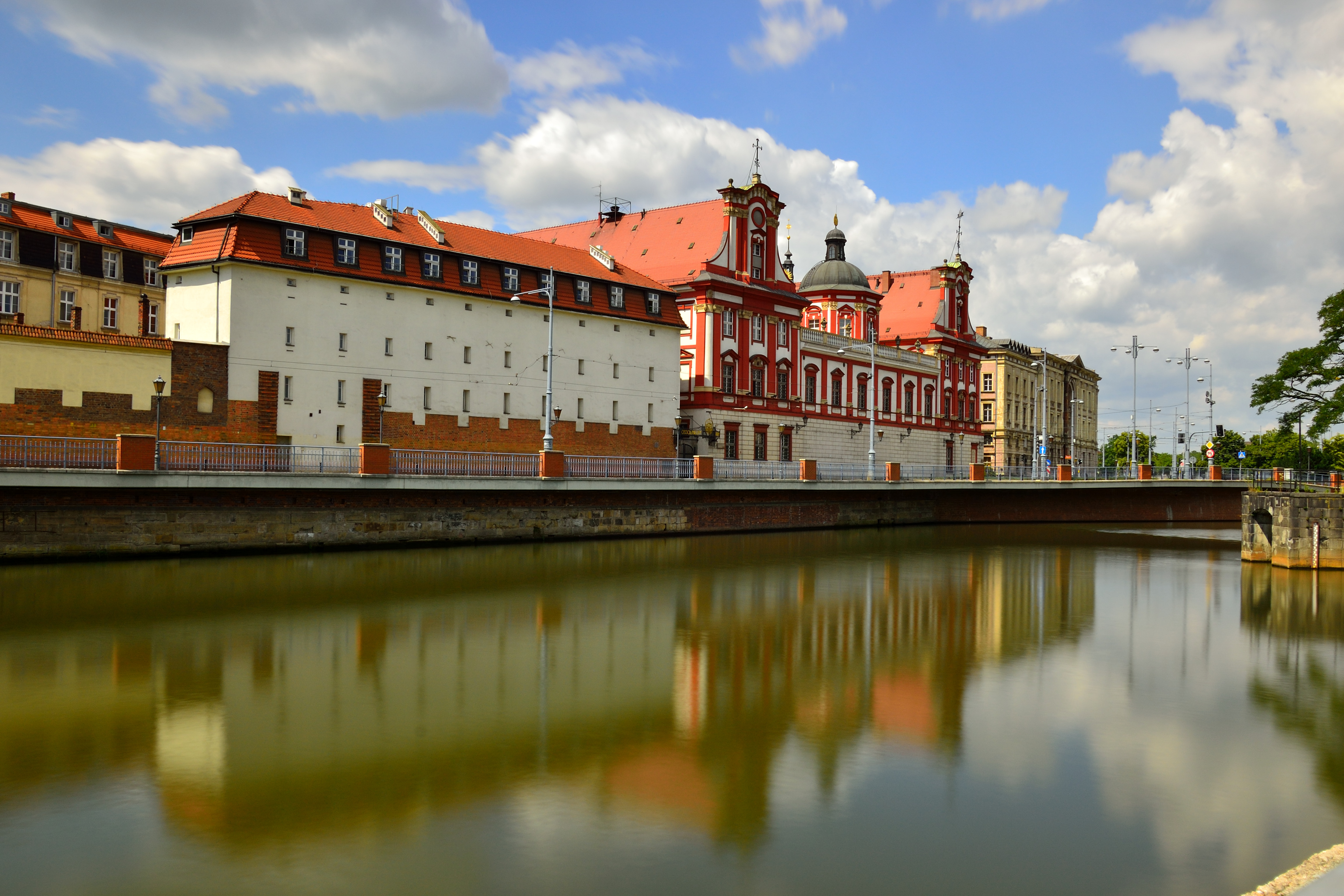
Здание библиотеки, река Одра

Национальная библиотека имени Оссолинских, или Оссолинеум, — национальная библиотека Польши, в городе Вроцлав. Библиотека была основана графом Оссолинским в 1817 году во Львове, в здании бывшего монастыря сестёр ордена кармелиток, и затем подарена общине города. После Второй мировой войны часть фондов переехала во Вроцлав, вместо нее во Львове была учреждена Национальная библиотека имени Василия Стефаника.

## История
В 1817 году граф Юзеф Максимилиан Оссолинский основал во Львове, в здании бывшего монастыря сестёр ордена кармелиток, частную библиотеку, фонды которой составили книги из коллекций графов Любомирских, Скарбков, Сапег и других частных собраний. В 1827 году на основе библиотеки было создано польское научно-исследовательское общество «Оссолинеум», или «Институт Оссолинских». В австро-венгерский период истории Львова общество стало центром польской научной жизни. До 1939 года при обществе действовали также издательство и музей Любомирских.
В 1939 году, когда Западная Украина была включена в состав СССР, Институт Оссолинских был закрыт. В декабре 1939 года новым директором был назначен польский коммунист Ежи Борейша.
Во время немецкой оккупации Украины (1941—1944) на основе фондов Оссолинеума, объединённых с Библиотекой Баворовских (ныне — отдел искусств ЛНБ им. Стефаника), создали Государственную библиотеку Львова (нем. Staatsbibliothek Lemberg), а часть коллекции перевезли в Краков. Руководителем библиотеки стал Мечислав Гембарович. В период до освобождения Львова советскими войсками в июле 1944 года он пытался уберечь от уничтожения собрание Оссолинеума.
26 июня 1946 года «Советская Украина» опубликовала коммюнике правительства УССР о передаче культурных ценностей польскому правительству. В коммюнике отмечалось, что правительство УССР, учитывая окончание репатриации польских граждан с территории Украины, постановило передать польскому народу ценности Львовского книгохранилища «Оссолинеум», «Рацлавицкую панораму», картины выдающихся художников, многочисленные музейные экспонаты, ценные рукописи, а также другие художественные и исторические памятники польской национальной культуры, науки и искусства. В 1947 году 30 % фондов «Оссолинеума» передали Польской Народной Республике. Это составляло 217 000 единиц, которыми заполнили вагоны двух железнодорожных поездов; уже в сентябре того же года фонды библиотеки были открыты для читателей во Вроцлаве. В том же году 10 тысяч томов передали в Библиотеку Академии наук СССР в Москву.
Часть польских работников Института Оссолинских (во главе с последним польским директором библиотеки Мечиславом Гембаровичем) в 1946 году не уехали в Польшу, а остались работать в ЛНБ им. Стефаника. Гембарович, однако, находился во Львове в состоянии социальной изоляции, так как занял неприемлемую для западноукраинской интеллигенции реваншистскую позицию по отношению к «исторически польскому», по его мнению, характеру Львова и Галичины.

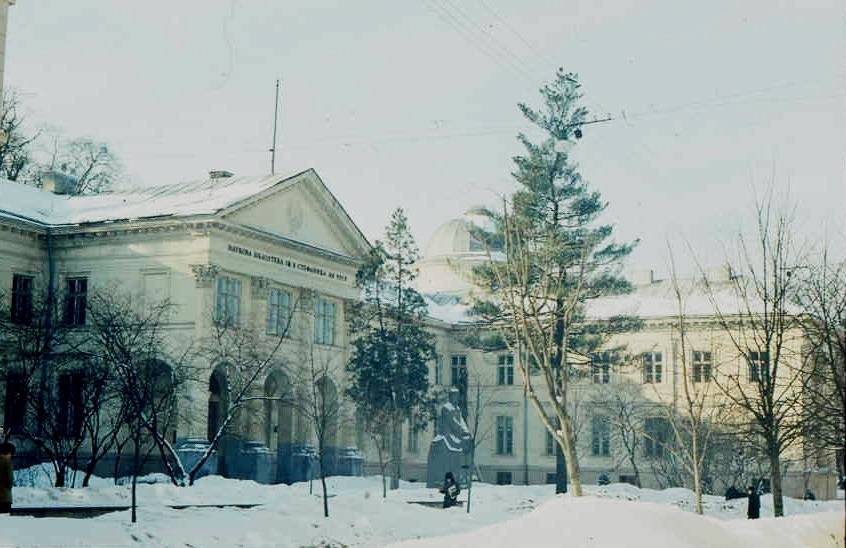
Бывшее здание Оссолинеума. Львов, 1975 год.
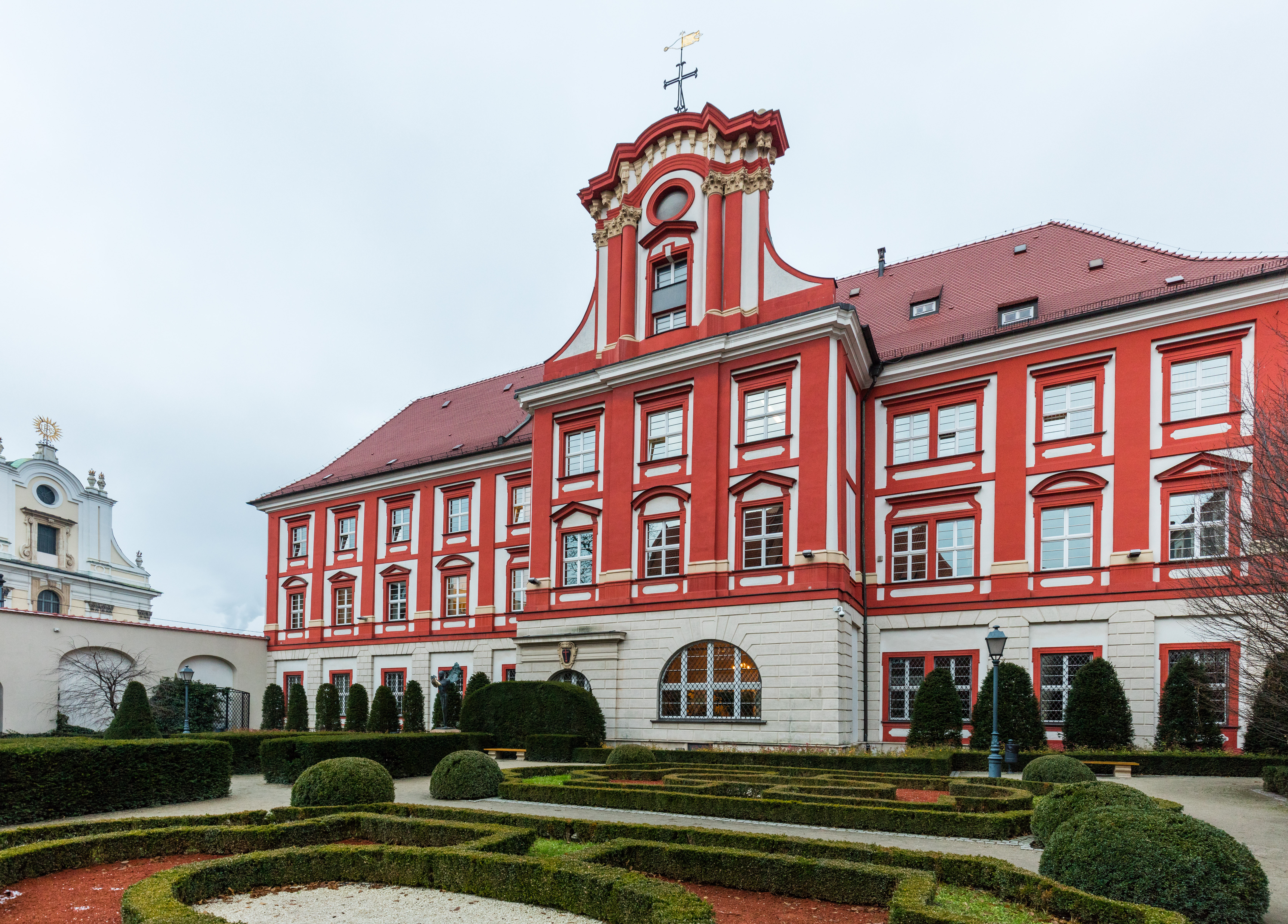
Современное здание Оссолинеума во Вроцлаве.